# Pólko (przystanek kolejowy)
Pólko – stacja kolejowa zdegradowana do przystanku osobowego w Pólku, w województwie wielkopolskim, w Polsce. Przed 1919 roku stacja nazywała się Pölk. Do 1999 roku przystanek obsługiwał planowy ruch pasażerski.

## Obecny stan
Budynek stacji został zaadaptowany do innych celów. Semafory zostały zdemontowane. Linia 363 przechodząca przez stację jest nieprzejezdna.